# Pro Evolution Soccer 3
 Pro Evolution Soccer 3 (известная как World Soccer: Winning Eleven 7 в Японии и Winning Eleven 7 International в Северной Америке) — третья игра Konami из серии Pro Evolution Soccer. Это первая игра серии, которая выпущена на ПК.

## Особенности
- Впервые полностью лицензированы «Милан», «Ювентус», «Рома», «Лацио», «Парма» и «Фейеноорд».
- Новый графический движок.
- Улучшен геймплей, управление, физика мяча, анимация.
- В игре нет лицензии на другие клубы, и поэтому, некоторые игроки имеют вымышленные имена. Например, Райан Гиггз назван «Gils».

## Команды

### Нелицензированные клубы
|  |  | - Weser (Вердер) - Peloponnisos (Олимпиакос) - Athenakos (Панатинаикос) - Emilia Sud (Болонья) - Longobardi (Брешиа) - Veneto (Кьево) - Lombardia (Интернационале) - Umbria (Перуджа) - Abruzzi (Удинезе) - Museumplein (Аякс) - Stadhuisplein (ПСВ) - Lisbonera (Бенфика) - Puerto (Порту) - Esportiva (Спортинг) - Valdai (Спартак Москва) - Old Firm Green (Селтик) - Old Firm Blue (Рейнджерс) - Manzanares (Атлетико Мадрид) - Guadalquivir (Реал Бетис) - Galicia Sur (Сельта) - Galicia Norte (Депортиво Ла-Корунья) - Cataluna (Барселона) - Chamartin (Реал Мадрид) - Donosti (Реал Сосьедад) - Naranja (Валенсия) - Constantinahce (Фенербахче) - Byzantinobul (Галатасарай) - Marmara (Динамо Киев) |

### Лицензированные клубы
- Милан
- Ювентус
- Рома
- Лацио
- Парма
- Фейеноорд

### Международные сборные
Лицензированные команды.

| Азия - Южная Корея - Япония |

Не лицензированные команды:
1. Частично лицензированные (Лицензированы только игроки):

| Европа - Австрия - Бельгия - Дания - Англия - Финляндия - Франция - Венгрия - Ирландия - Италия - Норвегия - Польша - Португалия - Румыния - Россия - Шотландия - Испания - Швеция - Турция - Украина | Африка - Камерун - Египет - Нигерия - ЮАР Америка - Мексика - США - Аргентина - Бразилия - Чили - Парагвай - Перу - Уругвай Азия - Австралия |

2. Полностью не лицензированные команды

| Европа - Болгария - Хорватия - Чехия - Германия - Нидерланды - Северная Ирландия - Сербия и Черногория - Словакия - Словения - Швейцария - Уэльс Африка - Марокко - Сенегал - Тунис | Америка - Коста-Рика - Ямайка - Колумбия - Эквадор Азия - Китай - Иран - Саудовская Аравия | Классические сборные - Аргентина - Бразилия - Англия - Нидерланды - Германия |

## Отзывы
| Сводный рейтинг    | Сводный рейтинг         | Сводный рейтинг         |
| Издание            | Оценка                  | Оценка                  |
| Издание            | PC                      | PS2                     |
| ------------------ | ----------------------- | ----------------------- |
| GameRankings       | (US) 93 % (EU) 89 %     | 92,97 %                 |
| Metacritic         | (US) 92/100 (EU) 86/100 | (US) 93/100 (EU) 92/100 |
| Иноязычные издания |                         |                         |
| Издание            | Оценка                  | Оценка                  |
| Издание            | PC                      | PS2                     |
| Edge               | N/A                     | 9/10                    |
| EGM                | N/A                     | 8,83/10                 |
| Eurogamer          | 8/10                    | (EU) 10/10 (JP) 9/10    |
| Game Informer      | N/A                     | 9,25/10                 |
| GamePro            | N/A                     | [ 14 ]                  |
| GameSpot           | 9,1/10                  | 9,1/10                  |
| GameSpy            | N/A                     | [ 17 ]                  |
| GameZone           | 9,4/10                  | 9,4/10                  |
| IGN                | N/A                     | 9,1/10                  |
| OPM                | N/A                     | [ 21 ]                  |
| BBC Sport          | 90 %                    | 90 %                    |

Игра получила восторженные отзывы.